# Tara te Wierik
Tara te Wierik (Wijhe, 13 december 2004) is een Nederlands voetbalster die uitkomt voor PEC Zwolle in de Eredivisie.

## Carrière
Ze begon haar carrière bij het Zwolse Be Quick '28. In 2020 maakte ze de overstap naar de Eredivisionist PEC Zwolle. Na een aantal keer op de bank te hebben gezeten bij de hoofdmacht, mocht ze op 8 mei 2022 invallen in de wedstrijd tegen Ajax. Ze kwam in de 89e minuut in het veld voor Danique Noordman. Op 2 mei 2024 werd Te Wierik's contract bij PEC Zwolle verlengd tot medio 2025.

### Carrièrestatistieken
| Seizoen                         | Club            | Land            | Competitie      | Competitie | Competitie | Beker | Beker | Internationaal | Internationaal | Overig | Overig | Totaal | Totaal |
| Seizoen                         | Club            | Land            | Competitie      | Wed.       | Dlp.       | Wed.  | Dlp.  | Wed.           | Dlp.           | Wed.   | Dlp.   | Wed.   | Dlp.   |
| ------------------------------- | --------------- | --------------- | --------------- | ---------- | ---------- | ----- | ----- | -------------- | -------------- | ------ | ------ | ------ | ------ |
| 2021/22                         | PEC Zwolle      | Nederland       | Eredivisie      | 1          | 0          | 0     | 0     | –              | –              | –      | –      | 1      | 0      |
| 2022/23                         | PEC Zwolle      | Nederland       | Eredivisie      | 4          | 0          | 0     | 0     | –              | –              | –      | –      | 4      | 0      |
| 2023/24                         | PEC Zwolle      | Nederland       | Eredivisie      | 16         | 1          | 1     | 0     | –              | –              | –      | –      | 17     | 1      |
| 2024/25                         | PEC Zwolle      | Nederland       | Eredivisie      | 2          | 0          | 0     | 0     | –              | –              | 0      | 0      | 2      | 0      |
| Carrière totaal                 | Carrière totaal | Carrière totaal | Carrière totaal | 23         | 1          | 1     | 0     | 0              | 0              | 0      | 0      | 24     | 1      |
| Bijgewerkt tot 22 december 2024 |                 |                 |                 |            |            |       |       |                |                |        |        |        |        |

## Interlandcarrière

### Nederland onder 16
Op 6 februari 2020 debuteerde Te Wierik bij het Nederland –16 in een vriendschappelijke wedstrijd tegen België –16 (2–1).
| Interlands van Tara te Wierik  | Interlands van Tara te Wierik  | Interlands van Tara te Wierik  | Interlands van Tara te Wierik  | Interlands van Tara te Wierik  | Interlands van Tara te Wierik  |
| №                              | Datum                          | Wedstrijd                      | Uitslag                        | Soort wedstrijd                | Doelpunten                     |
| Als speelster bij Be Quick '28 | Als speelster bij Be Quick '28 | Als speelster bij Be Quick '28 | Als speelster bij Be Quick '28 | Als speelster bij Be Quick '28 | Als speelster bij Be Quick '28 |
| ------------------------------ | ------------------------------ | ------------------------------ | ------------------------------ | ------------------------------ | ------------------------------ |
| 1.                             | 6 februari 2020                | Nederland – België             | 2 – 1                          | Vriendschappelijk              | 0                              |